# Camel Trophy

Camel-Trophy-Logo

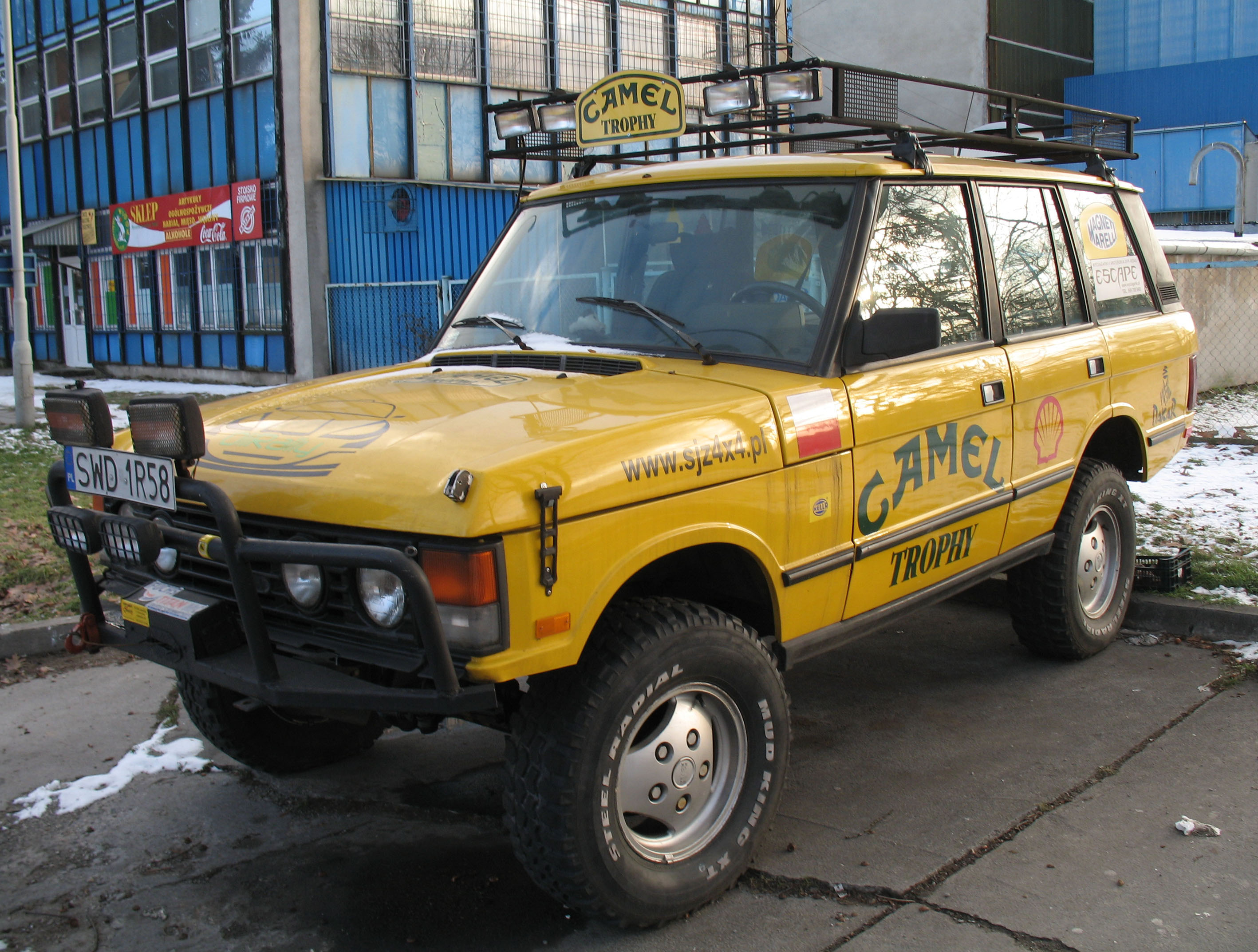
Range Rover mit typischer Farbgebung und Ausrüstung im Stil der Trophy-Fahrzeuge (Januar 2011). Ob dieser Wagen tatsächlich ein Originalfahrzeug ist, ist nicht bekannt.

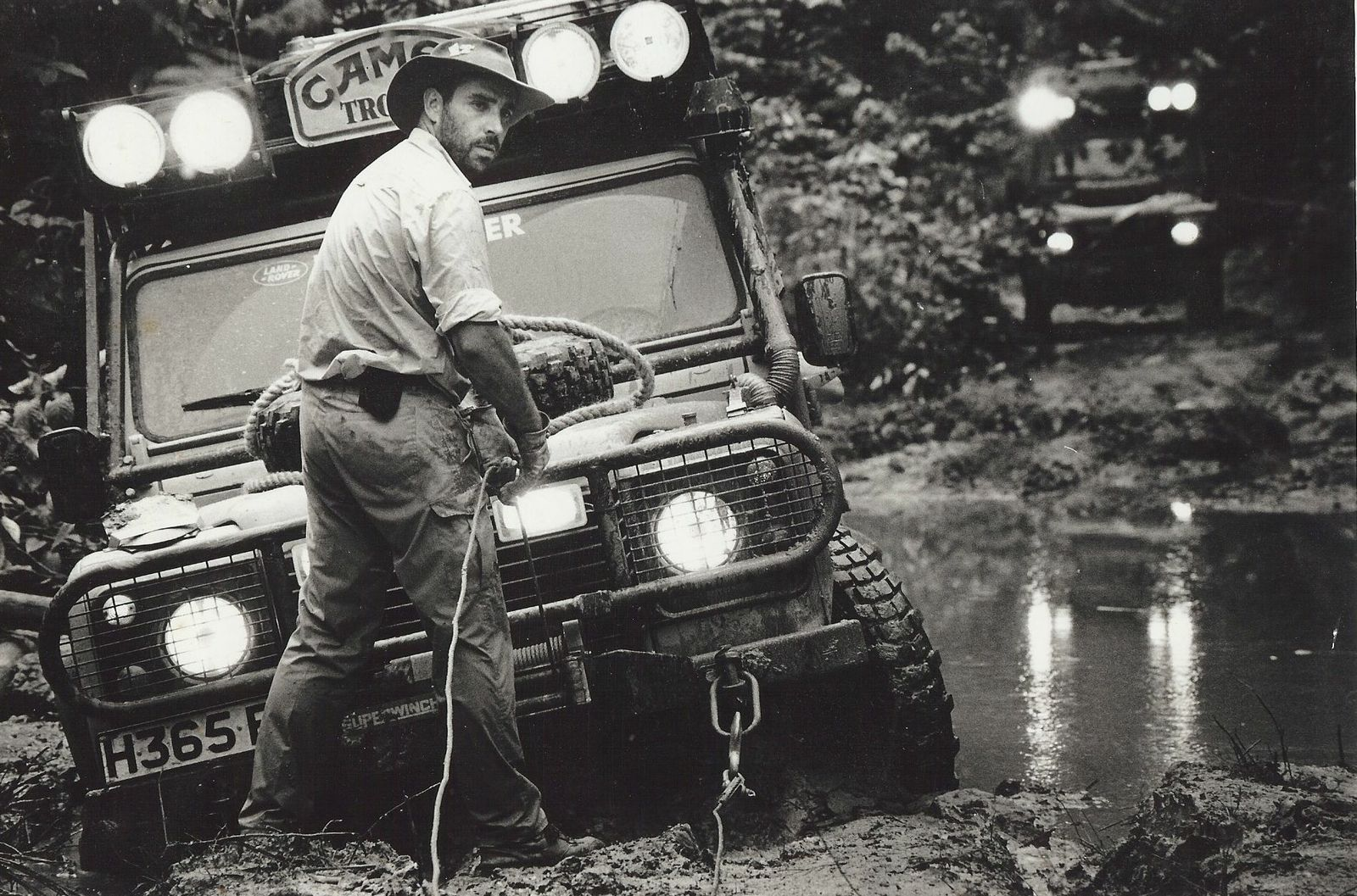
Eine Vor-Expedition (Pre-Scout) 1991 im Dschungel von Guyana zur Erkundung der Route für die Trophy 1992. Die Fahrzeuge sind Land Rover Defender 110.

Die Camel Trophy war eine Art Rallye Raid mit Expeditionscharakter. Sie wurde 1980 von der Zigarettenmarke Camel ins Leben gerufen und fand jährlich in einem anderen Land statt. Die Idee wurde von der Düsseldorfer Werbeagentur Team/BBDO entwickelt, Urheber war Thomas Wulfes. Das „grenzenlose Abenteuer“ (so die Werbung) führte die Teilnehmer, die sich in ihren Heimatländern jeweils qualifizieren mussten, durch fahrtechnisch schwierigstes Gelände, meist in Dschungel-Regionen. Es kam dabei nicht nur auf die Geschicklichkeit mit den vom Veranstalter gestellten Geländewagen an, sondern auch auf den Teamgeist, das technische Improvisationsvermögen und die Ausdauer der Teilnehmer. Die Camel Trophy wurde 1999 eingestellt.
Die Fahrzeuge waren anfangs Jeeps, später kamen jedoch ausschließlich verschiedene Typen der Marke Land Rover zum Einsatz. Diese wurden vom Hersteller mit umfangreichem Zubehör ausgestattet, wie Zusatzscheinwerfern, Zusatztanks, Seilwinden und Maßnahmen zum Überrollschutz. Jedes Fahrzeug war mit zwei Teilnehmern aus einem Land besetzt, an den letzten Trophys nahmen bis zu 20 Teams teil. Für Land Rover war die Trophy ein wichtiges Werbeinstrument, um die Qualität ihrer Fahrzeuge unter Extrembedingungen zu demonstrieren, dementsprechend war die Firma einer der Hauptsponsoren. Nachdem der Expeditionscharakter der Trophy in den letzten Jahren nachgelassen hatte, beschloss das Unternehmen 1999, als Hauptsponsor auszusteigen. Dies hatte maßgeblichen Einfluss auf die Einstellung der Trophy durch Worldwide Brands, den Inhaber der Marke Camel.
Kritik an der Camel Trophy kam von einer Reihe ernsthafter Rallye-Fahrer sowie diversen Umweltverbänden. Neben den eigentlichen Teams begleitete die Trophy jedes Jahr eine ganze Flotte von Fahrzeugen, um Journalisten, Offizielle, Material und Verpflegung zu transportieren. In den letzten Jahren war die Trophy technisch nicht mehr besonders anspruchsvoll und galt hauptsächlich als cleverer Werbegag. Im Februar 1999 beschloss Worldwide Brands, die Trophy würde nicht mehr zum gewünschten Image passen und stellte die Förderung ein. Es folgte noch eine Trophy ohne die ehemaligen Hauptsponsoren.

## Geschichte

### 1980: Transamazônica
Die erste Camel Trophy führte in Brasilien über den Transamazônica-Highway von Belém nach Santarém. Die Trophy ging während zwölf Tagen über 1600 km. Der Wettbewerb wurde mit Fahrzeugen der Marke Jeep ausgetragen und führte teilweise direkt durch den Urwald des Amazonas. Es nahmen drei Mannschaften aus Deutschland teil.

### 1981: Sumatra
Die Trophy 1981 in Sumatra führte fünf Mannschaften aus Deutschland, darunter erstmals auch eine Damenmannschaft, über 1600 km von Medan nach Jambi. Als Fahrzeuge kamen Range Rover zum Einsatz. Aufgerüstet waren die Autos mit stärkeren Federn, elektrischer Seilwinde, Dachträger mit Sandblechen und Zusatzscheinwerfern.

### 1982: Papua-Neuguinea
1982 wurde die Camel Trophy zu einer internationalen Veranstaltung. Neben den drei Mannschaften aus Deutschland fanden sich Teilnehmer aus den Niederlanden, Italien und den USA ein. Neu nahm die Firma Land Rover neben Camel als Co-Sponsor teil und spendete für den Wettbewerb Fahrzeuge ihrer Luxusmarke Range Rover. Die Route startete in Mont Hagen und endete nach 1600 km in Madang.
Bei der Camel Trophy in Papua-Neuguinea gab es erstmals sogenannte Special Tasks: Die Teilnehmer mussten spezielle Aufgaben erfüllen, um ihre Geschicklichkeit und Teamwork auf die Probe zu stellen.

### 1983: Zaire
In Zaire waren erstmals Länderteams aus sieben Ländern unterwegs. Die Route führte über eine Strecke von 1600 km von Kinshasa nach Kisangani.

### 1984: Brasilien
An der Camel Trophy in Brasilien nahmen zwölf Mannschaften teil, die eine Strecke durch den tropischen Regenwald zwischen Santarém und Manaus bewältigen mussten. Gefahren wurde mit Land Rover 110.

### 1985: Borneo
Borneo war 1985 zum ersten Mal Schauplatz der Trophy. Die Strecke führte 16 Teams über 1500 km von Samarinda nach Balikpapan. Was die Camel Trophy 1985 besonders unvergesslich und zur härtesten aller Zeiten machte, war die improvisierte Hubschrauberluftbrücke des gesamten Konvois über den kilometerlangen überfluteten Regenwald. Eine bedeutende Neuerung war die Einführung des "Team Spirit Award", der dem Team verliehen wurde, das nach Meinung und Einschätzung aller anderen teilnehmenden Teams die Gemeinschaft und Kameradschaft der Veranstaltung am meisten verkörperte. Der erste Team Spirit-Preis wurde an das sympathische brasilianische Team von Carlos Probst und Tito Rosenberg verliehen. Der Gesamtsieg bei der Camel Trophy 1985 ging an das Team Deutschland 1 von Heinz Kallin und Bernd Strohdach.

### 1986: Australien
Erstmals fand die Camel Trophy nicht im Urwald, sondern im australischen Outback statt. Die 14 Mannschaften legten mit ihren Land Rover 90 in 13 Tagen über 3218 km von Cooktown bis nach Darwin zurück.

### 1987: Madagaskar
1987 war die Trophy auf Madagaskar zu Gast. 14 Teams fuhren eine Strecke von 2252 km von Diego Suarez nach Fort Dauphin.

### 1988: Sulawesi
Die Trophy auf der indonesischen Insel Sulawesi führte die zwölf teilnehmenden Mannschaften mit ihren Land Rover 110 durch das Hochland und den Urwald der Insel. Die Strecke war 2092 km lang. Start war in Manado, Ziel in Ujang Padang.

### 1989: Amazonas
Im Jahr 1989 war das Amazonasbecken zwischen Alta Floresta und Manaus Ziel der Trophy. Es nahmen 14 Mannschaften teil.

### 1990: Sibirien
Bei der Trophy in Sibirien wurden erstmals Land Rover Discovery eingesetzt. Die Strecke führte 16 Mannschaften von Bratsk nach Irkutsk durch die Wälder und Steppen Ostsibiriens.

### 1991: Tansania und Burundi
Die Camel Trophy 1991 führte die 17 Mannschaften in Tansania und Burundi auf den Fußstapfen von David Livingstone über gut 1600 km an die Quellen des Nils. Erstmals wurde der Special Tasks Award vergeben.

### 1992: Brasilien und Guyana
Die 16 teilnehmenden Mannschaften der 1992er Trophy legten von Manaus bis Georgetown rund 1600 km zurück.

### 1993: Sabah/Malaysia
Auf Sabah, dem malaysischen Teil von Borneo, fand die Camel Trophy 1993 statt. Start und Ziel für 16 Mannschaften war Kota Kinabalu. Die Rundstrecke ging über rund 1500 km.

### 1994: Südamerika
Die Südamerika-Trophy führte 18 teilnehmende Mannschaften 2590 km von den Iguazú-Wasserfällen in Argentinien über Paraguay bis nach Hornitos in Chile.

### 1995: Mundo Maya
Die Trophy der „Maya-Welt“ führte die 20 Mannschaften durch Belize, Mexiko, Guatemala, El Salvador und Honduras.

### 1996: Kalimantan
1996 führte die Camel Trophy erneut auf die Insel Borneo, diesmal nach Indonesien. Wie im Vorjahr waren 20 Mannschaften am Start, Gewinner war das Team aus Griechenland.

### 1997: Mongolei
In der Mongolei war erstmals das Team aus Österreich siegreich. Die Trophy führte von Ulan Bator durch die Wüste Gobi.

### 1998: Tierra del Fuego
Die Trophy Tierra del Fuego führte 19 Mannschaften von Chile nach Argentinien. Start war in Santiago de Chile, Ziel in Ushuaia, der südlichsten Stadt Argentiniens. Gewinner war das Team aus Frankreich.

### 1999: Peru
Die erste Trophy, die nicht von Worldwide Brands Inc. und Land Rover gesponsert wurde, ging nach Peru. Der Wechsel zu einer Multidisziplin-Veranstaltung, in der der Fahraspekt nicht mehr die Hauptrolle spielte, passte nicht mehr in das Konzept der beiden Sponsoren.

### 2000: Tonga-Samoa
Die letzte Trophy führte die 32 Wettbewerber in Ribtec-655-Powerbooten nach Tonga-Samoa. Die gesamte Veranstaltung wurde in diesen Booten absolviert. Die Unterstützungsfahrzeuge waren auch weiterhin Land Rover Defender 110 HCPU.